# 科索 (加利福尼亞州)
科索（英語：Coso）是位於美國加利福尼亞州因約縣的一個非建制地區。該地的面積和人口皆未知。

## 地理
科索的座標為35°58′42″N 117°55′46″W / 35.97833°N 117.92944°W，而該地的平均海拔高度為1029米（即3369英尺）。